# Мюррей, Джон (химик)
Джон Мюррей (1778—1820) — шотландский химик.
Родился в Эдинбурге в 1778 году и умер там же 22 июля 1820 года. Он получил степень доктора медицины в Сент-Андрусском университете в 1814 году и достиг определённой репутации в качестве лектора по химии, геологии и лекарственным средствам. Он был противником теории сэра Гэмфри Дэви о хлоре, поддерживая точку зрения о том, что хлор включает в себя кислород; в ходе его спора с другими химиками было проведено множество экспериментов, призванных опровергнуть его аргументы, в ходе одного из которых доктор Джон Дэйви открыл фосген.
Мюррей был автором нескольких учебников, таких как Elements of Chemistry (1801), Elements of Materia Medica and Pharmacy (1804), A System of Chemistry (1806) и (aнонимно) A Comparative View of the Huttonian and Neptunian Systems of Geology. Его иногда путают с другим Джоном Мюрреем (1786—1851), популярным лектором в институтах механики. Участвовал в спорах об изобретении безопасной лампы для шахт в Philosophical Magazine в 1817 году.